# Vorarlberger Volkspartei
De Vorarlberger Volkspartei (Nederlands: Vorarlbergse Volkspartij), ook wel de ÖVP Vorarlberg genoemd, is een Oostenrijkse politieke partij die deel uitmaakt van de Oostenrijkse Volkspartij (ÖVP) en actief is in de deelstaat Vorarlberg.
De Vorarlberger Volkspartei werd in september 1945 opgericht. Sinds de oprichting is de partij altijd de grootste van Vorarlberg geweest en vaak beschikte zij in de Landdag over een absolute meerderheid. De partij leverde ook telkens de gouverneur van de deelstaat.

## Partijleiders
- Ulrich Ilg (1945–1964)
- Herbert Keßler (1964–1986)
- Herbert Sausgruber (1986–2011)
- Markus Wallner (sinds 2011)

## Verkiezingsuitslagen
De Vorarlberger Volkspartei behaalde de volgende resultaten bij de lokale verkiezingen voor de Landdag van Vorarlberg:
| Jaar | Percentage | Zetels  |
| ---- | ---------- | ------- |
| 1945 | 70,2%      | 19 / 26 |
| 1949 | 56,4%      | 16 / 26 |
| 1954 | 58,0%      | 16 / 26 |
| 1959 | 54,7%      | 21 / 36 |
| 1964 | 53,5%      | 20 / 36 |
| 1969 | 50,0%      | 20 / 36 |
| 1974 | 56,9%      | 22 / 36 |
| 1979 | 57,5%      | 22 / 36 |
| 1984 | 51,6%      | 20 / 36 |
| 1989 | 51,0%      | 20 / 36 |
| 1994 | 49,9%      | 20 / 36 |
| 1999 | 45,8%      | 18 / 36 |
| 2004 | 54,9%      | 21 / 36 |
| 2009 | 50,8%      | 20 / 36 |
| 2014 | 41,8%      | 16 / 36 |
| 2019 | 43,5%      | 17 / 36 |
| 2024 | 38,3%      | 15 / 36 |